# Ricardo Silva (político)
Ricardo Augusto Machado da Silva (Ribeirão Preto, 1 de setembro de 1985) é um oficial de justiça e político brasileiro, filiado ao PSD. Nasceu e mora em Ribeirão Preto com a família, graduado em Direito, Filosofia e pós-graduado em Sociologia. Filho do deputado estadual Rafael Silva. Foi deputado federal pelo estado de São Paulo e é o atual prefeito de Ribeirão Preto.

## Carreira política
Aos 27 anos, em 2012, elegeu-se vereador de Ribeirão Preto, sendo o vereador mais votado naquela eleição.
Em 2016, sai candidato à Prefeitura de Ribeirão Preto. Foi para o segundo turno, quando perdeu a eleição para Duarte Nogueira.
Em 2018, foi eleito suplente de deputado federal por São Paulo pelo PSB com 61.037 votos.
Em abril de 2020, com a morte de Luiz Flávio Gomes, Luiz Lauro Filho assumiu o cargo, mas acabou falecendo no mês seguinte vítima de um infarto. Com isso, Ricardo Silva, segundo suplente, assumiu o mandato. Em 2022, foi reeleito como deputado federal pelo PSD com 133.936 votos.
Em 2024, foi eleito prefeito de Ribeirão Preto em segundo turno com 50,13% dos votos válidos, após ter conseguido 48,44% dos votos válidos no primeiro turno da eleição.